# Magnolia dandyi
Espèce
Statut de conservation UICN

 LC  : Préoccupation mineure
Magnolia dandyi est une espèce de plantes à fleurs de la famille des Magnoliacées. C'est un arbre présent en Asie du Sud-Est.

## Description
C'est un arbre.

## Répartition et habitat
Cette espèce est présente en Chine (provinces du Guangxi et du Yunnan), au Laos et au Viêt Nam.